# Asamblea Federal de Checoslovaquia
La Asamblea Federal de Checoslovaquia (en checo: Federální shromáždění, en eslovaco: Federálne zhromaždenie) era el parlamento federal de Checoslovaquia, desde el 1 de enero de 1969 hasta la disolución de Checoslovaquia, el 31 de diciembre de 1992. Fue la institución legislativa más importante de Checoslovaquia.
El capítulo 3 de la Constitución de Checoslovaquia de 1960 lo reconoció como "el órgano supremo del poder estatal y el único cuerpo legislativo estatal".

## Constitución y práctica
La Asamblea Federal estaba dividida en dos cámaras iguales, la Cámara del Pueblo (Sněmovna lidu) y la Cámara de las Naciones (Sněmovna národů). La Cámara del Pueblo reflejaba un sistema de representación proporcional: en 1986 incluía 134 diputados de la República Socialista Checa y 66 diputados de la República Socialista Eslovaca. La Cámara de Naciones tenía un total de 150 miembros, 75 de cada república. Los diputados fueron seleccionados mediante elecciones populares y cumplieron mandatos de cinco años; los 350 servidos al mismo tiempo. Sin embargo, antes de la Revolución de Terciopelo, y por lo tanto, en todas las asambleas menos en las dos últimas, solo había un partido por el que votar, Frente Nacional, y era imposible dar un voto preferencial.
Después de una elección, cada cámara se reunió para seleccionar su propio Presídium, que constaba de tres a seis miembros. Juntas, las cámaras eligieron el Presídium de cuarenta miembros de la Asamblea Federal, que servía como autoridad legislativa cuando la asamblea no estaba en sesión. Una sesión conjunta de la Asamblea Federal eligió a su presidente y vicepresidente.
La Asamblea Federal se reunió en sesión ordinaria al menos dos veces al año, en primavera y otoño. La legislación presentada a la asamblea en estas sesiones tuvo que ser aprobada por ambas cámaras y en algunos casos requirió una mayoría de votos de los diputados checo y eslovaco en la Cámara de las Naciones.
Constitucionalmente, la Asamblea Federal estaba investida de grandes poderes legislativos y tenía jurisdicción exclusiva en todos los asuntos de política exterior, asuntos fundamentales de política interna, el plan económico y la supervisión del poder ejecutivo del gobierno.

## Edificio
El edificio de la Asamblea era originalmente una bolsa de valores, diseñado por Jaroslav Rössler y terminado en 1938. El espacio resultó insuficiente y, después de un concurso de diseño, se nombró a Karel Prager para agregar una extensión. Agregó una estructura moderna de vidrio, metal y piedra alrededor y sobre la parte superior del edificio original, sin embargo, el proyecto fue costoso y controvertido.
Entre 1995 y 2008, el edificio de la Asamblea Federal albergó la sede de Radio Free Europe / Radio Liberty. A partir de 2015, alberga el Museo Nacional de la Asamblea Federal.
Desde entonces, su diseño se ha copiado en otros lugares, por ejemplo, en lo que ahora es la sede del Banco de Georgia.

## Cambios de nombre
| Nombre                                                        | Nombre nativo | Año       |
| ------------------------------------------------------------- | --- | --------- |
| Asamblea Federal de la República Socialista Checoslovaca      | (en checo: Federální shromáždění Československé socialistické republiky) (en eslovaco: Federálne zhromaždenie Československej socialistickej republiky)    | 1969-1990 |
| Asamblea Federal de la República Federativa de Checoslovaquia | (en checo: Federální shromáždění Československé federativní republiky) (en eslovaco: Federálne zhromaždenie Česko-slovenskej federatívnej republiky)       | 1990      |
| Asamblea Federal de la República Federativa Checa y Eslovaca  | (en checo: Federální shromáždění České a Slovenské Federativní Republiky) (en eslovaco: Federálne zhromaždenie Českej a Slovenskej Federatívnej Republiky) | 1990-1992 |

## Presidentes de la Asamblea Federal
- Peter Colotka (30 de enero de 1969-28 de abril de 1969)
- Alexander Dubček (28 de abril de 1969-15 de octubre de 1969)
- Dalibor Hanes (15 de octubre de 1969 - 9 de diciembre de 1971)
- Alois Indra (9 de diciembre de 1971-29 de noviembre de 1989)
- Stanislav Kukrál (12 de diciembre de 1989-28 de diciembre de 1989)
- Alexander Dubček (28 de diciembre de 1989 - 25 de junio de 1992)
- Michal Kováč (25 de junio de 1992 - 31 de diciembre de 1992)